# 피비 통킨
피비 제인 엘리자베스 통킨(영어: Phoebe Jane Elizabeth Tonkin, 1989년 7월 21일 ~ )은 오스트레일리아의 배우, 모델이다. 《아쿠아 엔젤스》의 클레어 서토리 역, 《시크릿 서클》의 페이 채임벌린 역, 《뱀파이어 다이어리》와 《오리지널스》의 헤일리 마셜켄너 역으로 알려져있다.

## 출연 작품
- 펄로 (2020)
- 골드 랜섬 (2016)
- 오리지널스 2 (2014)
- 에버 애프터 (2014)
- 오리지널스 (2013)
- 베이트 (2012)
- 시크릿 서클 (2011)
- 워 오브 투모로우 (2010)
- 아쿠아 엔젤스 시즌3 (2009)
- 아쿠아 엔젤스 시즌2 (2007)
- 아쿠아 엔젤스 시즌1 (2006)